# Catherine Hansson
Catherine Madeleine Hansson (Malmö, 26 maart 1958) is een Zweedse actrice. Zij leerde van 1976 tot en met 1979 het acteren aan de toneelschool in Malmö.

## Carrière
Hansson begon in 1976 met acteren in de miniserie Sommarflickan, waarna zij nog meerdere rollen speelde in televisieseries en films. Zij is vooral bekend van haar rol als Lena Sjökvist in de Zweedse televisieserie Tre kronor, waar zij in 75 afleveringen speelde (1994-1997).

## Filmografie

### Films
- 2011 Irene Huss - Den som vakar i mörkret - als Ulla Dahlsten
- 2010 Silver Mountain: A Reunion Live - als zangeres
- 2010 En busslast kärlek - als Kvinnan vid graven
- 2006 Underbara älskade - als Lotta
- 2006 Cuppen - als Hammar
- 2006 Små mirakel och stora - als politieagente
- 2002 Den osynlige - als Jeanette Tullgren
- 2001 Festival - als moeder van Lina
- 1998 Zingo - als Margareta
- 1996 Kalle Blomkvist - Mästerdetektiven lever farligt - als moeder van Eva-Lotta
- 1993 Polis polis potatismos - als Karin
- 1992 Svart Lucia - als eerste vrouw van Göran
- 1992 Hassel - Utpressarna - als politieagente bij de EOD
- 1992 Hassel - Svarta banken - als Anna-Lotta
- 1991 Joker - als Vanja

### Televisieseries
Uitgezonderd eenmalige gastrollen.
- 2015 The Bridge - als Eva - 3 afl.
- 2012 Morden i Sandhamn - als Sylvia - 3 afl.
- 2008 Höök - als Katinka - 2 afl.
- 2005 Coachen - als Karin - 3 afl.
- 2004 Linné och hans apostlar - als Sara Elisabeth Linné - 2 afl.
- 2002-2003 Skeppsholmen - als Maggan Dahlberg - 25 afl.
- 1999 Anna Holt - polis - als Carina Olsson - 6 afl.
- 1994-1997 Tre kronor - als Lena Sjökvist - 75 afl.
- 1996 Zonen - als Ulla Bering - 4 afl.